# Eva Vlaardingerbroek
Eva Lotte Louise Joan Vlaardingerbroek (Ámsterdam, 3 de septiembre de 1996) es una licenciada en derecho, filósofa jurídica y analista política conservadora neerlandesa.

## Educación
Vlaardingerbroek estudió derecho en la Universidad de Utrecht, donde participó en el Programa de Honores de la Facultad de Derecho de Utrecht. Después de estudiar un tiempo en la Universidad de Múnich y completar su licenciatura, comenzó la maestría en Enciclopedia y Filosofía del Derecho en la Universidad de Leiden. Vlaardingerbroek escribió su tesis de maestría sobre ''la contractualización del sexo'' y completó su maestría cum laude.

## Carrera
Después de sus estudios trabajó durante medio año para el grupo del Foro para la Democracia en el Parlamento Europeo. A principios de 2020, dejó Bruselas para trabajar en Leiden como profesora-investigadora. En octubre de 2020, suspendió su puesto en la universidad y su tesis para enfocarse completamente en la política.
Vlaardingerbroek se afilió a Foro para la Democracia (FVD) en 2016. Pronunció un discurso contra el feminismo moderno en el congreso del partido de la FVD en 2019. El 31 de octubre de 2020, el líder del partido, Thierry Baudet, anunció que Vlaardingerbroek ocuparía el quinto lugar en la lista de candidatos del FVD.
El 26 de noviembre de 2020, Vlaardingerbroek anunció en el programa de televisión Buenos días Países Bajos que se había puesto del lado de la junta de la FVD en el conflicto entre la junta y Baudet. Ese mismo día anunció que se retiraba como candidata al parlamento y terminaba su afiliación al partido.
En febrero de 2021, Vlaardingerbroek se mudó a Suecia, donde comenzó a trabajar como presentadora de su propio programa de entrevistas paneuropeo Hablemos de eso para el canal de YouTube del partido de derecha Demócratas de Suecia.
Vlaardingerbroek comenzó a trabajar como asesora legal en un bufete de abogados el 1 de enero de 2022, donde se centró en derechos humanos y litigios civiles. Sin embargo, dejó dicho empleo después de más de cuatro meses.
A principios de julio de 2022, Vlaardingerbroek se pronunció sobre la crisis del nitrógeno neerlandés en una conversación con Tucker Carlson en el canal de televisión estadounidense Fox News. Afirmó que esto sería una invención del gobierno neerlandés, que usaría la crisis para robar tierras a los agricultores con el fin de construir casas para inmigrantes. Según ella, esto sería parte del Gran Reinicio (propuesto por el Foro Económico Mundial).

## Vida personal
Vlaardingerbroek estuvo en una relación hasta finales de 2020 con Julien Rochedy, un escritor francés que presidió el ala juvenil del Frente Nacional en su juventud. El 13 de julio de 2024 contrajo matrimonio con Francesco Gargallo en la Iglesia de los Santos Miguel y Magno de Roma.

### Religión
Vlaardingerbroek es católica; convirtiéndose a dicha religión el 23 de abril de 2023 junto a su padre.

### Intereses personales
En 2023, reveló a Evie Magazine que algunas de sus principales aficiones son el pintar y dibujar.